# Lluita Obrera
|  | Aquest article tracta sobre el partit polític francès. Si cerqueu la lluita obrera, vegeu «Moviment obrer». |

Lluita Obrera (LO) (en francès: Lutte ouvrière, LO) és un partit comunista francès de caràcter trotskista i posa èmfasi en el paper de la classe obrera, fundat el 1939 com a grup Barta. La portaveu és Arlette Laguiller. Es presenta com a lliure associació de militants oberts a la creació d'un partit obrer comunista i revolucionari capaç de defensar els interessos dels treballadors. Originalment era el nom de l'òrgan del partit trotskista francès Union Communiste i posteriorment va passar a donar nom al partit.

## Programa
Reivindica l'herència política de Karl Marx i Friedrich Engels, Lev Trotski, Rosa Luxemburg, Lenin i la revolució russa. La societat comunista que defensa és ben lluny de la caricatura que esdevingueren l'URSS i els països de l'Est. És membre de la Unió Comunista Internacionalista, com The Spark (EUA) i l'Internazionale (Itàlia). Defensa el trotskisme com a revolució vers l'estalinisme i afirma que IV Internacional no és una veritable internacional.
El seu programa es caracteritza per la preocupació per l'atur i les condicions de treball, lluita mitjançant la vaga i la manifestació, defensa particularment els sense papers, les feministes, la interrupció de l'embaràs i el col·lectiu homosexual, endemés de la lluita contra l'imperialisme internacional.

## Història
Té el seu origen en el Partit Obrer Internacionalista, fundat pel militant trotskista romanès David Korner ‘’Barta’’, amb altres trotskistes expulsats de la SFIO el 1936, però es va indisposar amb la IV Internacional i poc abans de començar la Segona Guerra Mundial. fundà Unió Comunista. Durant la guerra defensaren l'URSS i durant l'ocupació editaren La Lutte de Classe, difosa pels resistents Pierre Bois "Vic", refractari del STO i Mathieu Bucholz, assassinat pels comunistes acusat injustament de nazi. Això empentà al seu jove amic Robert Barcia "Hardy" a bascular vers el trotskisme.

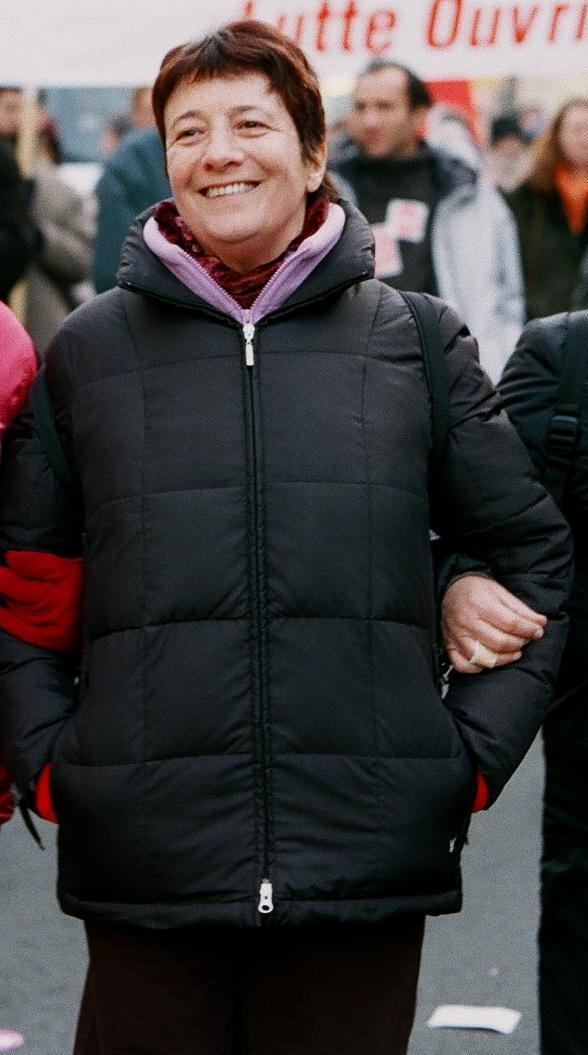
Arlette Laguiller a París 2005

Tot i no comptar amb més d'una dotzena de militants, el 1947 participà activament en la vaga de Renault, on hi impulsaran un sindicat que comptava amb 406 afiliats, però Barta i Barcia es disputaren el lideratge del grup i s'escindiren en dos grups, provocant la desaparició d'UC el 1950.
Robert Barcia i Pierre Bois intentaren reconstituir el grup el 1956, i editaren el diari Voix Ouvrière, a quatre planes. El grup era actiu a la Renault i format per antics membres del grup Barta. Durant el maig del 1968 fou interdit i dissolt per ordre presidencial. Aleshores reaparagué amb el nom Lutte Ouvrière, que des del 1971 organitza unes festes del partit a Presles (Val-d'Oise)) i a les eleccions presidencials de 1974 hi presentà candidata dona Arlette Laguiller. Durant uns mesos de 1981 va emetre Radio La Bulle. A les presidencials de 2002 va obtenir 5,72% vots. A les municipals de 1995 va obtenir 33 regidors, i a les regionals de 1998 20 consellers.
S'ha aliat amb la LCR a les eleccions europees de 1979 i 1999 i a les eleccions regionals de 2004. També demanaren el vot per Alain Krivine a les eleccions presidencials de 1969. A les regionals de 2004 els perjudicà el canvi en la forma de fer escrutini, i tot i l'augment del vot, no assoliren cap representant. A les municipals de 2008 intentà formar una aliança amb altres forces d'extrema esquerra. Presentà 5.000 candidats en 188 llistes (128 el 2001) i participaren en altres del PS (38) i del Partit Comunista Francès (26), i a d'altres de LCR, Les Verts, PRG, MRC i PT. En 118 eren independents, i en altres, com a Marsella, es retiraren a la segona volta per donar suport al MoDem. Total, 79 electes.

## Resultats electorals
| Any  | Elecció                                        | Nº Vots                            | Percentatge                       | Elegits                             |
| ---- | ---------------------------------------------- | ---------------------------------- | --------------------------------- | ----------------------------------- |
| 2008 | Municipals (186 llistes, d'elles 69 unitàries) | 52 008 (fora de llistes unitàries) | 1,91% (fora de llistes unitàries) | 79 (65 sobre les llistes unitàries) |
| 2007 | Presidencial (Laguiller)                       | 486 495                            | 1,34%                             | --                                  |
| 2004 | Europees (lilsta LO-LCR)                       | 432 703                            | 2,58%                             | --                                  |
| 2004 | Cantonals (980 candidats)                      | 257 645                            | 3,44%                             | --                                  |
| 2004 | Regionals (lliste LO-LCR)                      | 1 077 824                          | 4,58%                             | --                                  |
| 2002 | Legislatives (560 candidats)                   | 304 077                            | 1,19%                             | --                                  |
| 2002 | Presidencial (Laguiller)                       | 1 630 244                          | 5,72%                             | --                                  |
| 2001 | Cantonals (109 candidats)                      | 38 267                             | 5,01%                             | --                                  |
| 2001 | Municipals (128 llistes)                       | 120 784                            | 4,37%                             | 33                                  |
| 1999 | Europees (llista LO-LCR)                       | 905 118                            | 5,24%                             | 3LO/2LCR                            |
| 1998 | Regionals (68 departaments)                    | 782 727                            | 4,50%                             | 20                                  |
| 1997 | Legislatives (321 candidats)                   | 421 877                            | 3,06%                             | --                                  |
| 1995 | Municipals (52 llistes)                        | 41 059                             | 2,80%                             | 7                                   |
| 1995 | Presidencial (Laguiller)                       | 1 615 552                          | 5,30%                             | --                                  |
| 1994 | Europees                                       | 442 209                            | 2,28%                             | --                                  |
| 1993 | Legislatives (247 candidats)                   | 227 900                            | 2,15%                             | --                                  |
| 1992 | Regionals (30 llistes)                         | 215 162                            | 1,84%                             | --                                  |
| 1989 | Europees                                       | 258 663                            | 1,44%                             | --                                  |
| 1988 | Presidencial (Laguiller)                       | 606 017                            | 1,99%                             | --                                  |